# 서울 경전철 면목선
서울 경전철 면목선 (서울 輕電鐵 面牧線)은 청량리역에서 신내역을 이을 예정인 서울 경전철 노선이다. 해당 노선의 역 번호는 전부 S400번대로 배정된 상태다.

## 개요
- 구간: 청량리(서울시립대입구)~신내역
- 영업거리: 총 연장 9.05km
- 역수: 11
- 전기: 직류 750V
- 차량기지: 신내차량사업소
- 진행 상황: 예비타당성 통과

## 연혁
- 2020년 11월 17일: 제2차 서울특별시 도시철도망 구축계획 고시[1]
- 2024년 6월 5일: 예비타당성 통과[2]

## 노선
- 청량리(수도권 전철 1호선, 수도권 전철 경의·중앙선, 수도권 전철 수인·분당선, 수도권 전철 경춘선) - 서울시립대 - 전농 - 배봉 - 장안교 - 면목(서울 지하철 7호선) - 겸재 - 우림시장 -신내지하차도- 중랑구청 - 능산 - 신내(수도권 전철 경춘선, 서울 지하철 6호선)

## 참고 자료
- 면목선(청량리~신내) 경전철 < 건설 < 서울특별시[깨진 링크(과거 내용 찾기)]